# Ministerio de Seguridad en Alimentos y Medicamentos
El Ministerio de Seguridad en Alimentos y Medicamentos de Corea (Coreano: 대한민국 식품의약품안전처; Hanja: 食品醫藥品安全處; Inglés: Ministry of Food and Drug Safety, MFDS), previamente conocido como Administración de Alimentos y Medicamentos de Corea ( Coreano: 식품의약품안전청), es un ministerio del gobierno del Corea del Sur. 
Se encarga de promocionar de la salud pública asegurando la seguridad y eficiencia de los alimentos, fármacos, productos médicos y cosméticos como así también el apoyo al desarrollo de las industrias alimentarias y farmacéuticas en Corea del Sur. Su sede está ubicada en el Osong Health Technology Administration Complex en Cheongju, Provincia de Chungcheong del Norte.

## Historia
En abril de 1996, la Seguridad de Alimentos y Medicamentos de Corea y sus seis oficinas regionales fueron establecidas. Fue elevado a la categoría de administración (Administración de Alimentos y Medicamentos de Corea), en 1998. En el 2004, la organización fue reestructurada con la creación de la División de Manejo de Dispositivos Médicos y la División de Soporte Técnico de Bioproductos. En marzo de 2013, la organización fue nuevamente reestructurada y elevada a ministerio, recibiendo el nuevo nombre.

### Lista de Ministros[3]
- Park Jong-sei, 1998–1999
- Huh Kun, 1999-2000
- Yang Gyuhwan, 2000-2002
- Lee Youngsoon, 2002-2003
- Shim Changkoo, 2003-2004
- Kim Chungsook, 2004-2006
- Moon Changjin, 2006-2007
- Kim Myunghyun, 2007-2008
- Yun Yeopyo, 2008-2010
- Noh Yunhong, 2010-2011
- Lee Heesung, 2011-2013
- Chung Seung, 2013-2015
- Kim Seunghee, 2015-2016
- Sohn Mungi, 2016-2017
- Ryu Youngjin, 2017-2019
- Lee Eui-Kyung, 2019-2020
- Kim Ganglip, 2020- 2022
- Oh Yu-Kyoung 2022-

### Personal
La cuota de funcionarios públicos en el Ministerio de Seguridad de Alimentos y Medicamentos es la siguiente.
| suma            | suma                            | 647 personas |
| --------------- | ------------------------------- | ------------ |
| cargo político  | cargo político                  | 1 persona    |
|                 | jefe                            | 1 persona    |
| trabajo general | trabajo general                 | 646 personas |
|                 | servicio civil superior         | 11 personas  |
|                 | Nivel 3 mínimo - Nivel 5 máximo | 197 personas |
|                 | Nivel 6 mínimo                  | 430 personas |
|                 | funcionario profesional         | 8 personas   |

## Controversias

### Controversia sobre la unificación de la administración alimentaria
La solicitud de unificación de la administración de seguridad alimentaria se hizo más fuerte porque el Ministerio de Seguridad de Alimentos y Medicamentos no respondió de manera efectiva al escándalo de los huevos de pesticidas en 2017. Esto se debió a que el Ministerio de Seguridad de Alimentos y Medicamentos no cumplió adecuadamente la función de una torre de control que supervisa la gestión de la seguridad alimentaria. Inicialmente, cuando se estableció el Ministerio de Seguridad Alimentaria y Farmacéutica en 2013, fue diseñado para actuar como una torre de control en la gestión de la higiene y la seguridad alimentaria, pero debido a la oposición del Ministerio de Agricultura, Alimentación y Asuntos Rurales y grupos de agricultores, se hizo difícil gestionar orgánicamente la seguridad alimentaria. En el momento del escándalo de los pesticidas, el tráfico estaba organizado para que el Primer Ministro asumiera el papel de una torre de control, pero el Comité de Salud y Bienestar de la Asamblea Nacional ordenó un suplemento general, diciendo: "Expone una laguna en el sistema de unificación para gestión de la inocuidad de los alimentos que debe garantizar la inocuidad de los alimentos”. La Federación también dijo que “es deseable unificar las ventanillas para una gestión orgánica y eficiente”. En respuesta, el Ministro de Agricultura, Alimentos y Asuntos Rurales, Kim Young-rok, dijo: "Compartiremos información y personas con el Ministerio de Seguridad de Alimentos y Medicamentos", y dijo que el juicio adecuado es más importante que el tema de la unificación. 
La Administración de Alimentos y Medicamentos, predecesora del Ministerio de Seguridad de Alimentos y Medicamentos, también tuvo controversia sobre la unificación de la administración de alimentos. Incluso cuando ocurrieron el incidente de la cabeza del ratón galleta de camarones y el caso de contaminación de productos lácteos con melamina en China en 2008, el sistema de gestión estaba dualizado con el Ministerio de Agricultura, Alimentación y Asuntos Rurales, por lo que no fue posible responder adecuadamente. Fue. Sin embargo, el entonces Ministro de Agricultura y Alimentación, Jang Tae-pyeong, y el entonces Director de la Administración de Alimentos y Medicamentos, Yoon Yeopyo, dijeron: "Es correcto que el Ministerio de Agricultura y Alimentación esté a cargo de la industria alimentaria y la Administración de Alimentos y Medicamentos". La Administración de Medicamentos está a cargo de la seguridad alimentaria".
Sin embargo, algunos argumentan que en un país que depende de las importaciones para el 80% de los alimentos como Corea, debería haber una organización a cargo del trabajo especializado en seguridad alimentaria. Además, de acuerdo con la 「Ley Marco sobre Seguridad Alimentaria」, se argumentó que el papel del Comité de Políticas de Seguridad Alimentaria del Primer Ministro debería mejorarse porque el Primer Ministro actúa como una torre de control de seguridad alimentaria. Además, también existía la necesidad de fortalecer la autoridad de aplicación, como tomar medidas enérgicas contra las violaciones del etiquetado del país de origen importado, que no es muy conocido porque solo puede usarse para alimentos nacionales a pesar de que tiene poderes especiales de policía judicial.
La lucha de poder entre el Ministerio de Seguridad Alimentaria y Farmacéutica y el Ministerio de Agricultura y Alimentación ha sido controvertida incluso en los círculos políticos, y no se ha encontrado una solución adecuada. Aunque las discusiones continuaron en los círculos políticos, como Hwang Ju-hong, miembro del Partido Popular, que representa la enmienda de la “Ley de Organización Gubernamental” para abolir el Ministerio de Seguridad de Alimentos y Medicamentos y unificar las tareas nacionales de seguridad alimentaria al Ministerio. de Agricultura y Alimentación, las discusiones continuaron en los círculos políticos, pero incluso dentro del gobernante Partido Democrático de Corea, el Ministerio de Alimentación, Agricultura, Alimentos y Asuntos Rurales y el Ministerio de Salud y Bienestar Se están planteando opiniones contradictorias entre los legisladores pertenecientes al el comité de bienestar, y el Ministerio de Seguridad Alimentaria y Farmacéutica y el Ministerio de Agricultura y Alimentación están luchando para tomar la iniciativa con el partido gobernante sobre sus espaldas.